# Famille d'Ornano
 (juillet 2025).
Améliorez-le ou discutez des points à vérifier. 
Pour les articles homonymes, voir Ornano (homonymie).
La famille d'Ornano est une famille subsistante de la noblesse française originaire de Corse. 
Elle compte parmi ses membres ses membres trois maréchaux de France, des officiers et généraux, des diplomates et des hommes politiques.
La famille d'Ornano a donné à l'Eglise Romaine un cardinal et plusieurs prélats, et à l'Italie de nombreux officiers. 
La descendance française est une branche naturelle de cette famille.

## Histoire
La famille d'Ornano trouve son origine dans la micro-région d'Ornano, en Corse-du-Sud.
Régis Valette écrit que cette famille est de noblesse d'ancienne extraction sur preuves de 1470.
À partir d’ Orlando II seigneur d’Ornano, qui tenta un soulèvement contre Gênes et dut se soumettre en 1460, la famille se divisa en deux branches principales:
-          1- celle légitime d’Antonio I Francesco d’Ornano qui donna naissance:
- à la branche aînée, toujours présente à Sainte-Marie-Sicché en Corse (dans l’ancienne pieve d’Ornano)
- à sa cadette issue de Renuccio d’Ornano[4],[5], subsistante.
- et aussi, à deux branches, celles de Venise et de Rome éteintes au XVIIe siècle; dont un gouverneur de Vérone et un colonel des troupes pontificales, marquis romain par lettre pontificale de 1624.

-          2- celle naturelleissue d’Alfonso d’Ornano, assassiné en 1494, qui donna naissance:
- à la branche des maréchaux de France, par le mariage de Vannina d’Ornano avec le célèbre Sampiero Corso. Cette branche s’éteignit en ligne masculine en 1674.
- à la seconde branche issue d’Alfonso, celle du Maréchal du Second Empire, Philippe Antoine, qui subsiste.

- à la troisième branche issue d’Alfonso, celle des Colonna d’Ornano subsistante.

Les princes Colonna de Rome reconnurent à plusieurs reprises la communauté d'origine des familles Ornano et Colonna, notamment par lettres du prince Ascanio Colonna de Rome, le 7 mars 1597, renouvelées le 20 janvier 1629 devant le gouverneur de la Corse.

## Personnalités
- Vannina d'Ornano (1530-1563), épouse de Sampiero de Bastelica (1498-1567) dit Sampiero Corso, colonel des gardes corses, qui l'assassina. Il aurait inspiré le personne d’Othello à William Shakespeare[8]. En 1553, Sampiero Corso et les Ornano rattachèrent la Corse à la France, auparavant sous la domination de Gênes. La défaite française de Saint-Quentin en 1557 et la signature du traité du Cateau-Cambrésis en 1559 entraînèrent le retour de la Corse sous Gênes.
- Alphonse d'Ornano (1548-1610), fils de Vannina d'Ornano et de Sampiero Corso, fut fait maréchal de France par Henri IV en 1595. Il créa le Régiment d'Ornano, ancêtre du Royal Corse, en 1569. Lieutenant Général en Languedoc puis en Dauphiné en 1588, il fut enfin Lieutenant Général de la Guyenne en 1598 avant d'être élu maire de Bordeaux en 1599. Sa femme et lui s'illustrèrent lors de l'épidémie de peste qui frappa la ville. Ils dépensèrent leur fortune et risquèrent leur vie pour venir en aide aux malades.
- Jean-Baptiste d'Ornano (1581-1626), fils d'Alphonse d'Ornano, fait maréchal de France en 1626. Gouverneur de Gaston d'Orléans, il fut notamment Lieutenant Général de la Normandie et mourut dans des conditions encore incertaines à Vincennes, sans doute à l'investigation de Richelieu.
- Lucca d'Ornano (1704-1779) fut capitaine au Royal Corse, colonel au service de Gênes, Lieutenant Général pour l'Au-delà des Monts, sous le roi Théodore de Neuhoff[9], titré Marquis en 1736 par celui-ci. Il fut désigné pour faire partie du Conseil de Régence de la Corse avec Giacinto Paoli et Luigi Giafferi.
- François-Marie d'Ornano, né en 1726 à Sainte-Marie-Sicché. Il débuta sa carrière comme volontaire au Royal Corse que le Roi venait juste de créer[10]. Lieutenant en 1744, il participa notamment aux batailles de Fontenoy et Rocourt. Colonel du Royal Corse en 1768, après un séjour de quatre ans à Saint Domingue, Louis XV le nomma Brigadier d'Infanterie à son retour en Corse. Nommé Maréchal de Camp en 1780, il rejoignit en 1784 la ville de Bayonne dont il assura d'abord la lieutenance générale, avant d'en devenir Gouverneur. C'est à cette époque qu'il fut chargé de délimiter la frontière (qui porte son nom) entre la France et l'Espagne. Fervent monarchiste, il mourut sous l'échafaud à Paris en 1794.
- Antoine V d'Ornano (1751-1824), officier au Royal Corse. Il fut l'un des premiers aristocrates corses à offrir ses services à la France. Dès le 1er mai 1768, il s'engagea comme sous-lieutenant dans le régiment d'infanterie italienne, commandé par le Marquis du Luc. Nommé ensuite lieutenant le 18 mai 1769, il servit en cette qualité jusqu'en 1774. L'appui de Marboeuf, gouverneur de la Corse, lui valu de faire partie en 1776 du Conseil des Douze, puis d'être promu Capitaine Commandant de l'artillerie de la Citadelle d'Ajaccio. Refusant de se rallier à la République, à la Révolution, il se rangea aux côtés du parti de Pascal Paoli et devint l'un des membres actifs du Royaume anglo-corse (ou Royaume de Corse). Il fut promu le 26 septembre 1794 major d'un régiment anglais et dut émigrer lorsqu'en 1796, les Anglais abandonnèrent l'île. Rentré en Corse en 1803[11], il repris possession de la Torra Vannina, maison natale de Vannina d'Ornano, qui avait été confisquée à sa famille.
- Michel-Ange d'Ornano (1771-1859), diplomate et député français.
- Philippe Antoine d'Ornano et de l'Empire en 1808 [12](1784-1863) fils d'Isabelle Bonaparte, pair de France, maréchal de France, cousin de Napoléon Ier[13] et époux de Marie Walewska (1786-1817) général de division en 1812, chambellan de l'empereur en 1814, fut fait maréchal de France en 1861 par Napoléon III.
- Rodolphe d'Ornano (1884-1985), fils de Philippe Antoine,  chambellan de Napoléon III, homme politique français
- Guillaume d’Ornano (1817-1865), petit-fils de Rodolphe, co-fondateur de Lancôme, éleveur de pur-sang et homme politique français.
- Jean Colonna d'Ornano (1895-1941), officier français qui se distingua au cours des deux guerres mondiales. En janvier 1941 il trouva la mort sous les ordres du Colonel Leclerc, au cours d'un raid visant la ville de Mourzouq en Libye. Compagnon de la Libération, son nom fut donné au plus important camp de formation durant la Seconde Guerre Mondiale. Avatar de la prestigieuse école de Saint Cyr, alors fermée, le camp Colonna d'Ornano[14] fut le plus grand peloton de la France Libre.
- Camille d'Ornano (1917-1987), ambassadeur de France qui fut notamment Haut Commissaire de France à Djibouti.
- Paul d'Ornano (1922-2002), sénateur des français de l'étranger (1978-1987)
- Michel d'Ornano (1924-1991), arrière-petit-fils de Rodolphe, fils de Guillaume, industriel, co-fondateur d'Orlane[15], homme politique, successivement ministre de l'Industrie, de la Culture, et de l'Environnement de 1974 à 1981, son frère, Hubert d'Ornano (1926-2015) fonda et dirigea Sisley.
- Anne d'Ornano née de Contades (née en 1936), épouse de Michel d'Ornano, maire de Deauville de 1977 à 2001 et président du conseil général du Calvados de 1991 à 2011

## Armes
Écartelé: aux 1 et 4, de gueules, à la tour donjonnée d'or, maçonnée de sable ; aux 2 et 3, d'or au lion de gueules, au chef d'azur chargé d'une fleur-de-lis d'or.

## Postérité
- Alphonse d'Ornano (1548-1610)
  - rue d'Ornano et quartier Ornano à Bordeaux
- Philippe Antoine d'Ornano (1784-1863):
  - Boulevard Ornano, Villa Ornano et Gare du boulevard Ornano dans le 18e arrondissement de Paris
  - Boulevard Ornano, à cheval entre les communes de Saint-Denis et Saint-Ouen-sur-Seine
- Jean Colonna d'Ornano (1895-1941)
  - Rue du Colonel-Colonna-d'Ornano dans le 15e arrondissement de Paris
  - Avenue du Colonel Colonna-d'Ornano à Ajaccio
  - Rue du Colonel Colonna-d'Ornano à Loos
  - Avenue du Colonel d'Ornano à Béziers
- Michel d'Ornano (1924-1991):
  - Stade Michel-d'Ornano et Parc Michel-d'Ornano à Caen
  - Prix d'Ornano-Valenti
  - Avenue Michel-d'Ornano à Deauville